# Список астероїдів (106501—106600)
| Назва                        | Тимчасове позначення | Дата відкриття    | Місце відкриття            | Відкривач             |
| ---------------------------- | -------------------- | ----------------- | -------------------------- | --------------------- |
| (106501) 2000 WN36           | 2000 WN36            | 20 листопада 2000 | Сокорро (Нью-Мексико)      | LINEAR                |
| (106502) 2000 WO36           | 2000 WO36            | 20 листопада 2000 | Сокорро (Нью-Мексико)      | LINEAR                |
| (106503) 2000 WS36           | 2000 WS36            | 20 листопада 2000 | Сокорро (Нью-Мексико)      | LINEAR                |
| (106504) 2000 WT36           | 2000 WT36            | 20 листопада 2000 | Сокорро (Нью-Мексико)      | LINEAR                |
| (106505) 2000 WY36           | 2000 WY36            | 20 листопада 2000 | Сокорро (Нью-Мексико)      | LINEAR                |
| (106506) 2000 WS38           | 2000 WS38            | 20 листопада 2000 | Сокорро (Нью-Мексико)      | LINEAR                |
| (106507) 2000 WO39           | 2000 WO39            | 20 листопада 2000 | Сокорро (Нью-Мексико)      | LINEAR                |
| (106508) 2000 WR39           | 2000 WR39            | 20 листопада 2000 | Сокорро (Нью-Мексико)      | LINEAR                |
| (106509) 2000 WM41           | 2000 WM41            | 20 листопада 2000 | Сокорро (Нью-Мексико)      | LINEAR                |
| (106510) 2000 WN41           | 2000 WN41            | 20 листопада 2000 | Сокорро (Нью-Мексико)      | LINEAR                |
| (106511) 2000 WK42           | 2000 WK42            | 21 листопада 2000 | Сокорро (Нью-Мексико)      | LINEAR                |
| (106512) 2000 WP42           | 2000 WP42            | 21 листопада 2000 | Сокорро (Нью-Мексико)      | LINEAR                |
| (106513) 2000 WH43           | 2000 WH43            | 21 листопада 2000 | Сокорро (Нью-Мексико)      | LINEAR                |
| (106514) 2000 WN44           | 2000 WN44            | 21 листопада 2000 | Сокорро (Нью-Мексико)      | LINEAR                |
| (106515) 2000 WS44           | 2000 WS44            | 21 листопада 2000 | Сокорро (Нью-Мексико)      | LINEAR                |
| (106516) 2000 WN45           | 2000 WN45            | 21 листопада 2000 | Сокорро (Нью-Мексико)      | LINEAR                |
| (106517) 2000 WQ45           | 2000 WQ45            | 21 листопада 2000 | Сокорро (Нью-Мексико)      | LINEAR                |
| (106518) 2000 WR49           | 2000 WR49            | 25 листопада 2000 | Сокорро (Нью-Мексико)      | LINEAR                |
| (106519) 2000 WY49           | 2000 WY49            | 25 листопада 2000 | Сокорро (Нью-Мексико)      | LINEAR                |
| (106520) 2000 WA51           | 2000 WA51            | 21 листопада 2000 | Сокорро (Нью-Мексико)      | LINEAR                |
| (106521) 2000 WC51           | 2000 WC51            | 26 листопада 2000 | Сокорро (Нью-Мексико)      | LINEAR                |
| (106522) 2000 WM53           | 2000 WM53            | 27 листопада 2000 | Обсерваторія Кітт-Пік      | Spacewatch            |
| (106523) 2000 WE55           | 2000 WE55            | 20 листопада 2000 | Сокорро (Нью-Мексико)      | LINEAR                |
| (106524) 2000 WJ55           | 2000 WJ55            | 20 листопада 2000 | Сокорро (Нью-Мексико)      | LINEAR                |
| (106525) 2000 WZ55           | 2000 WZ55            | 20 листопада 2000 | Сокорро (Нью-Мексико)      | LINEAR                |
| (106526) 2000 WN56           | 2000 WN56            | 21 листопада 2000 | Сокорро (Нью-Мексико)      | LINEAR                |
| (106527) 2000 WW56           | 2000 WW56            | 21 листопада 2000 | Сокорро (Нью-Мексико)      | LINEAR                |
| (106528) 2000 WA57           | 2000 WA57            | 21 листопада 2000 | Сокорро (Нью-Мексико)      | LINEAR                |
| (106529) 2000 WZ57           | 2000 WZ57            | 21 листопада 2000 | Сокорро (Нью-Мексико)      | LINEAR                |
| (106530) 2000 WA58           | 2000 WA58            | 21 листопада 2000 | Сокорро (Нью-Мексико)      | LINEAR                |
| (106531) 2000 WY58           | 2000 WY58            | 21 листопада 2000 | Сокорро (Нью-Мексико)      | LINEAR                |
| (106532) 2000 WC59           | 2000 WC59            | 21 листопада 2000 | Сокорро (Нью-Мексико)      | LINEAR                |
| (106533) 2000 WD60           | 2000 WD60            | 21 листопада 2000 | Сокорро (Нью-Мексико)      | LINEAR                |
| (106534) 2000 WK60           | 2000 WK60            | 21 листопада 2000 | Сокорро (Нью-Мексико)      | LINEAR                |
| (106535) 2000 WR62           | 2000 WR62            | 28 листопада 2000 | Обсерваторія Фаунтін-Гіллс | Чарльз Джулз          |
| (106536) 2000 WV62           | 2000 WV62            | 28 листопада 2000 | Обсерваторія Фаунтін-Гіллс | Чарльз Джулз          |
| 106537 Маккарті (McCarthy)   | 2000 WB63            | 23 листопада 2000 | Обсерваторія Джанк-Бонд    | Джефрі Медкеф         |
| (106538) 2000 WK63           | 2000 WK63            | 26 листопада 2000 | Сокорро (Нью-Мексико)      | LINEAR                |
| (106539) 2000 WA66           | 2000 WA66            | 28 листопада 2000 | Прескоттська обсерваторія  | Пол Комба             |
| (106540) 2000 WD66           | 2000 WD66            | 19 листопада 2000 | Сокорро (Нью-Мексико)      | LINEAR                |
| (106541) 2000 WE66           | 2000 WE66            | 19 листопада 2000 | Сокорро (Нью-Мексико)      | LINEAR                |
| (106542) 2000 WP66           | 2000 WP66            | 21 листопада 2000 | Сокорро (Нью-Мексико)      | LINEAR                |
| (106543) 2000 WA67           | 2000 WA67            | 25 листопада 2000 | Сокорро (Нью-Мексико)      | LINEAR                |
| (106544) 2000 WJ68           | 2000 WJ68            | 27 листопада 2000 | Обсерваторія Чрні Врх      | Обсерваторія Чрні Врх |
| 106545 Коландуно (Colanduno) | 2000 WL68            | 28 листопада 2000 | Обсерваторія Джанк-Бонд    | Джефрі Медкеф         |
| (106546) 2000 WF69           | 2000 WF69            | 19 листопада 2000 | Сокорро (Нью-Мексико)      | LINEAR                |
| (106547) 2000 WH69           | 2000 WH69            | 19 листопада 2000 | Сокорро (Нью-Мексико)      | LINEAR                |
| (106548) 2000 WN69           | 2000 WN69            | 19 листопада 2000 | Сокорро (Нью-Мексико)      | LINEAR                |
| (106549) 2000 WS69           | 2000 WS69            | 19 листопада 2000 | Сокорро (Нью-Мексико)      | LINEAR                |
| (106550) 2000 WG72           | 2000 WG72            | 19 листопада 2000 | Сокорро (Нью-Мексико)      | LINEAR                |
| (106551) 2000 WT72           | 2000 WT72            | 20 листопада 2000 | Сокорро (Нью-Мексико)      | LINEAR                |
| (106552) 2000 WW73           | 2000 WW73            | 20 листопада 2000 | Сокорро (Нью-Мексико)      | LINEAR                |
| (106553) 2000 WP74           | 2000 WP74            | 20 листопада 2000 | Сокорро (Нью-Мексико)      | LINEAR                |
| (106554) 2000 WM75           | 2000 WM75            | 20 листопада 2000 | Сокорро (Нью-Мексико)      | LINEAR                |
| (106555) 2000 WX75           | 2000 WX75            | 20 листопада 2000 | Сокорро (Нью-Мексико)      | LINEAR                |
| (106556) 2000 WC77           | 2000 WC77            | 20 листопада 2000 | Сокорро (Нью-Мексико)      | LINEAR                |
| (106557) 2000 WJ77           | 2000 WJ77            | 20 листопада 2000 | Сокорро (Нью-Мексико)      | LINEAR                |
| (106558) 2000 WW80           | 2000 WW80            | 20 листопада 2000 | Сокорро (Нью-Мексико)      | LINEAR                |
| (106559) 2000 WC81           | 2000 WC81            | 20 листопада 2000 | Сокорро (Нью-Мексико)      | LINEAR                |
| (106560) 2000 WH82           | 2000 WH82            | 20 листопада 2000 | Сокорро (Нью-Мексико)      | LINEAR                |
| (106561) 2000 WL83           | 2000 WL83            | 20 листопада 2000 | Сокорро (Нью-Мексико)      | LINEAR                |
| (106562) 2000 WQ83           | 2000 WQ83            | 20 листопада 2000 | Сокорро (Нью-Мексико)      | LINEAR                |
| (106563) 2000 WR85           | 2000 WR85            | 20 листопада 2000 | Сокорро (Нью-Мексико)      | LINEAR                |
| (106564) 2000 WY85           | 2000 WY85            | 20 листопада 2000 | Сокорро (Нью-Мексико)      | LINEAR                |
| (106565) 2000 WE86           | 2000 WE86            | 20 листопада 2000 | Сокорро (Нью-Мексико)      | LINEAR                |
| (106566) 2000 WJ88           | 2000 WJ88            | 20 листопада 2000 | Сокорро (Нью-Мексико)      | LINEAR                |
| (106567) 2000 WK88           | 2000 WK88            | 20 листопада 2000 | Сокорро (Нью-Мексико)      | LINEAR                |
| (106568) 2000 WV88           | 2000 WV88            | 20 листопада 2000 | Сокорро (Нью-Мексико)      | LINEAR                |
| (106569) 2000 WC89           | 2000 WC89            | 21 листопада 2000 | Сокорро (Нью-Мексико)      | LINEAR                |
| (106570) 2000 WY89           | 2000 WY89            | 21 листопада 2000 | Сокорро (Нью-Мексико)      | LINEAR                |
| (106571) 2000 WB90           | 2000 WB90            | 21 листопада 2000 | Сокорро (Нью-Мексико)      | LINEAR                |
| (106572) 2000 WN90           | 2000 WN90            | 21 листопада 2000 | Сокорро (Нью-Мексико)      | LINEAR                |
| (106573) 2000 WR90           | 2000 WR90            | 21 листопада 2000 | Сокорро (Нью-Мексико)      | LINEAR                |
| (106574) 2000 WH94           | 2000 WH94            | 21 листопада 2000 | Сокорро (Нью-Мексико)      | LINEAR                |
| (106575) 2000 WO94           | 2000 WO94            | 21 листопада 2000 | Сокорро (Нью-Мексико)      | LINEAR                |
| (106576) 2000 WX94           | 2000 WX94            | 21 листопада 2000 | Сокорро (Нью-Мексико)      | LINEAR                |
| (106577) 2000 WB95           | 2000 WB95            | 21 листопада 2000 | Сокорро (Нью-Мексико)      | LINEAR                |
| (106578) 2000 WA97           | 2000 WA97            | 21 листопада 2000 | Сокорро (Нью-Мексико)      | LINEAR                |
| (106579) 2000 WO98           | 2000 WO98            | 21 листопада 2000 | Сокорро (Нью-Мексико)      | LINEAR                |
| (106580) 2000 WZ98           | 2000 WZ98            | 21 листопада 2000 | Сокорро (Нью-Мексико)      | LINEAR                |
| (106581) 2000 WK100          | 2000 WK100           | 21 листопада 2000 | Сокорро (Нью-Мексико)      | LINEAR                |
| (106582) 2000 WH101          | 2000 WH101           | 21 листопада 2000 | Сокорро (Нью-Мексико)      | LINEAR                |
| (106583) 2000 WE102          | 2000 WE102           | 26 листопада 2000 | Сокорро (Нью-Мексико)      | LINEAR                |
| (106584) 2000 WG104          | 2000 WG104           | 27 листопада 2000 | Сокорро (Нью-Мексико)      | LINEAR                |
| (106585) 2000 WJ105          | 2000 WJ105           | 27 листопада 2000 | Обсерваторія Кітт-Пік      | Spacewatch            |
| (106586) 2000 WL105          | 2000 WL105           | 27 листопада 2000 | Обсерваторія Кітт-Пік      | Spacewatch            |
| (106587) 2000 WH106          | 2000 WH106           | 25 листопада 2000 | Обсерваторія Галеакала     | NEAT                  |
| (106588) 2000 WW106          | 2000 WW106           | 20 листопада 2000 | Сокорро (Нью-Мексико)      | LINEAR                |
| (106589) 2000 WN107          | 2000 WN107           | 29 листопада 2000 | Обсерваторія Галеакала     | NEAT                  |
| (106590) 2000 WQ107          | 2000 WQ107           | 20 листопада 2000 | Сокорро (Нью-Мексико)      | LINEAR                |
| (106591) 2000 WF108          | 2000 WF108           | 20 листопада 2000 | Сокорро (Нью-Мексико)      | LINEAR                |
| (106592) 2000 WM108          | 2000 WM108           | 20 листопада 2000 | Сокорро (Нью-Мексико)      | LINEAR                |
| (106593) 2000 WO108          | 2000 WO108           | 20 листопада 2000 | Сокорро (Нью-Мексико)      | LINEAR                |
| (106594) 2000 WW108          | 2000 WW108           | 20 листопада 2000 | Сокорро (Нью-Мексико)      | LINEAR                |
| (106595) 2000 WT109          | 2000 WT109           | 20 листопада 2000 | Сокорро (Нью-Мексико)      | LINEAR                |
| (106596) 2000 WE110          | 2000 WE110           | 20 листопада 2000 | Сокорро (Нью-Мексико)      | LINEAR                |
| (106597) 2000 WG111          | 2000 WG111           | 20 листопада 2000 | Сокорро (Нью-Мексико)      | LINEAR                |
| (106598) 2000 WZ112          | 2000 WZ112           | 20 листопада 2000 | Сокорро (Нью-Мексико)      | LINEAR                |
| (106599) 2000 WA113          | 2000 WA113           | 20 листопада 2000 | Сокорро (Нью-Мексико)      | LINEAR                |
| (106600) 2000 WX113          | 2000 WX113           | 20 листопада 2000 | Сокорро (Нью-Мексико)      | LINEAR                |